# Zoraptera
Los zorápteros (Zoraptera) son un orden de insectos neópteros, de tamaño muy pequeño (menos de 3 mm) que habitan especialmente en regiones tropicales del sur de Asia, Oceanía, África occidental, este de América del Norte, América Central y norte de Sudamérica. Contienen una sola familia, Zorotypidae, con un solo  género viviente, Zorotypus, y un género fósil conocido. Se conocen poco más de 30 especies actuales.
Los zorápteros son insectos hemimetábolos, con antenas filiformes, piezas bucales masticadoras, con las seis patas marchadoras. El abdomen acaba en un par de cercos.
Viven bajo la corteza de árboles, madera podrida, humus del suelo, etc. Son gregarios y poseen dos morfologías diferentes: una sin alas, sin ojos compuestos ni ocelos, que es la más común, y otra con dichos órganos bien desarrollados; no parece tratarse de un caso de castas como en termitas u hormigas, ya que ambos tipos de individuos incluyen machos y hembras fértiles.

## Especies

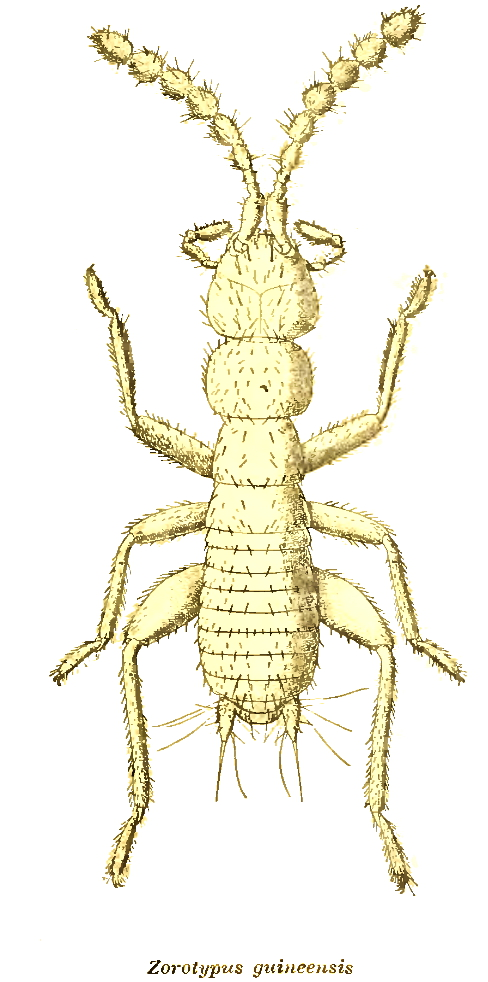
Zorotypus guineensis, forma áptera

Hay 44 especies vivientes y 11 fósiles (en 2017), de distribución mundial, especialmente de regiones tropicales y subtropicales. Hay cuatro especies al norte del trópico de Cáncer, dos en Norteamérica y dos en Tíbet.
- †Zorotypus absonus Engel 2008 - República Dominicana (Mioceno) (fósil)
- †Zorotypus acanthothorax Engel & Grimaldi 2002 - Myanmar (Cretáceo) (fósil)
- Zorotypus amazonensis Rafael & Engel 2006 - Brasil (Amazonas)
- Zorotypus asymmetricus Kocarek 2017 - Brunéi
- Zorotypus asymmetristernum Mashimo 2018 - Kenia
- Zorotypus barberi Gurney 1938 - Costa Rica,  República Dominicana,  Guyana francesa, Panamá, Trinidad y Tobago, Venezuela
- Zorotypus brasiliensis Silvestri 1947 - Brasil (Minas Gerais, Paraná, Río de Janeiro, Santa Catarina, São Paulo)
- Zorotypus buxtoni Karny 1932 - Samoa
- Zorotypus caudelli Karny 1922 - Indonesia (Sumatra), Malasia (peninsular)
- Zorotypus caxiuana Rafael, Godoi & Engel 2008 - Brasil (Pará)
- †Zorotypus cenomanianus Yin, Cai & Huang 2017 - Myanmar (Cretáceo) (fósil)
- Zorotypus cervicornis Mashimo, Yoshizawa & Engel 2013 - Malasia (peninsular)
- Zorotypus ceylonicus Silvestri 1913 - Sri Lanka
- Zorotypus congensis van Ryn-Tournel 1971 - Congo (Dem.Rep.)
- Zorotypus cramptoni Gurney 1938 - Guatemala
- †Zorotypus cretatus Engel & Grimaldi 2002 - Myanmar (Cretáceo) (fósil)
- Zorotypus delamarei Paulian 1949 - Madagascar
- †Zorotypus denticulatus Yin, Cai & Huang 2017 - Myanmar (Cretáceo) (fósil)
- †Zorotypus goeleti Engel & Grimaldi 2000 -  República Dominicana (Mioceno) (fósil)
- Zorotypus guineensis Silvestri 1913 - Ghana, Guinea, Ivory Coast
- Zorotypus gurneyi Choe 1989 - Costa Rica, Panamá
- Zorotypus hainanensis Yin & Li 2015 - China (Hainan)
- Zorotypus hamiltoni New 1978 - Colombia
- Zorotypus huangi Yin & Li 2017 - China (Yunnan)
- Zorotypus hubbardi Caudell 1918 - Estados Unidos
- †Zorotypus hudae (Kaddumi 2005) - Jordán (Cretáceo) (fósil)
- Zorotypus huxleyi Bolívar y Pieltain & Coronado 1963 - Brasil (Amazonas), Perú
- Zorotypus impolitus Mashimo, Engel, Dallai, Beutel & Machida 2013 - Malasia (peninsular)
- Zorotypus javanicus Silvestri 1913 - Indonesia (Java)
- Zorotypus juninensis Engel 2000 - Perú
- Zorotypus lawrencei New 1995 - Christmas Island
- Zorotypus leleupi Weidner 1976 - Ecuador (Galápagos)
- Zorotypus longicercatus Caudell 1927 - Jamaica
- Zorotypus magnicaudelli Mashimo, Engel, Dallai, Beutel & Machida 2013 - Malasia (peninsular)
- Zorotypus manni Caudell 1923 - Bolivia, Perú
- Zorotypus medoensis Huang 1978 - China (Xizang)
- Zorotypus mexicanus Bolívar y Pieltain 1940 - México
- †Zorotypus mnemosyne Engel 2008 -  República Dominicana (Mioceno) (fósil)
- †Zorotypus nascimbenei Engel & Grimaldi 2002 - Myanmar (Cretáceo) (fósil)
- Zorotypus neotropicus Silvestri 1916 - Costa Rica
- Zorotypus newi Chao & Chen 2000 - Taiwán
- Zorotypus novobritannicus Terry & Whiting 2012 - Papúa Nueva Guinea (New Britain)
- † Zorotypus oligophleps Liu, Zhang, Cai & Li, 2018
- †Zorotypus palaeus Poinar 1988 -  República Dominicana (Eoceno) (fósil)
- Zorotypus philippinensis Gurney 1938 - Filipinas
- † Zorotypus robustus Liu, Zhang, Cai & Li, 2018
- Zorotypus sechellensis Zompro 2005 - Seychelles
- Zorotypus shannoni Gurney 1938 - Brasil (Amazonas, Mato Grosso)
- Zorotypus silvestrii Karny 1927 - Indonesia (islas Mentawai)
- Zorotypus sinensis Huang 1974 - China (Xizang)
- Zorotypus snyderi Caudell 1920 - Jamaica, Estados Unidos (Florida)
- Zorotypus swezeyi Caudell 1922 -  Estados Unidos (Hawái)
- Zorotypus vinsoni Paulian 1951 - Mauritius
- Zorotypus weidneri New 1978 - Brasil (Amazonas)
- Zorotypus weiweii Wang, Li & Cai 2015 - Malasia (Sabah)
- Zorotypus zimmermani Gurney 1939 - Fiyi
- †Xenozorotypus burmiticus Engel & Grimaldi 2002 - Myanmar (Cretáceo) (fósil)